# Светски дан позоришта
Светски Дан позоришта (енг. World theatre day) се прославља сваког 27. марта широм света.

## Историја
Светски Дан позоришта се обележава на иницијативу Међународног позоришног института од 1961. године. На тај дан позоришта широм света организују разне манифестације. Најважнија међу њима је традиционална порука коју увек пише позоришна личност светског угледа. 

### Порука за 2018. годину
Међународну поруку за 2018. годину написао је британски глумац, писац, редитељ и суоснивач позоришта "Theatre de Complicite" Сајмон Мекбарни, и она гласи:
Где год има извођача и публике, играће се приче које се не могу испричати нигде другде, било да говоримо о оперским и позоришним кућама наших великих градова, или камповима у које су се склонили мигранти и избеглице у северној Либији и широм света. Увек ћемо бити повезани, као заједница, у овом поновном одигравању.

### Порука за 2017. годину
Међународну поруку за 2017. годину написала је француска филмска и позоришна глумица Изабел Ипер, и она гласи: Светски дан позоришта оживљава огроман простор, време, јер позориште је врло снажно. Оно се опире, надживљује све ратове, цензуре, недостатак новца, има обилан живот који пркоси простору и времену, најсавременији комади напајају се прошлим вековима, најкласичнији репертоари постају модерни сваки пут када их изнова постављамо. Позориште је дијалог, одсутност мржње.

### Порука за 2016. годину
Аутор међународне поруке за 2016. годину је светски признати позоришни редитељ, професор и оснивач Московске школе драмских уметности Анатолиј Васиљев из Русије, и она гласи: Да ли нам је потребно позориште? Питају се хиљаде професионалаца разочараних у позориште и милиони људи који су га се заситили. Зашто нам је потребно? У годинама када је сцена толико безначајна у поређењу са трговима градова и државама где се одигравају праве трагедије стварног живота. Шта ће позориште нама? Позлаћени балкони, баршунасте фотеље, гримизне кулисе, узвишени гласови или напротив – црне кутије, испрскане блатом и крвљу, гомиле бесних, нагих тела. Шта позориште може да каже? Све! Позориште може да каже све. И како богови на небу живе, и како затвореници чаме у тамници, и како страст подиже, и како љубав нестаје, и како нам добри људи не требају, и како влада обмана, и како људи живе у становима, а деца – у избегличким камповима, и како се враћају у пустињу, и како се растају са најближима, позориште може да говори о свему томе. Позориште је постојало и заувек ће остати. И сада, у ових педесет или седамдесет последњих година, нарочито је потребно. Због тога што од свих других уметности само позориште иде из уста у уста, од ока до ока, из руку у руке и од тела ка телу. Њему не треба посредник између човека и човека светла страна света није југ, ни север, није исток, ни запад – позориште је светло само по себи, светли на све четири стране, одмах препознатљиво сваком непријатељском или пријатељском човеку. Потребно нам је разноврсно позориште. Архаичне форме театра биће нам потребне пре свих других. Али ритуалне театралне форме не би требало да буду у супротности са позориштем цивилизованих народа. Секуларна култура је искључива, „културна информација“ замењује једноставне суштине и сусрет са њима. Позориште је отворено. Улаз је слободан. Дођавола са гаџетима и компјутерима – идите у позориште, заузимајте редове у партеру и на балконима, слушајте речи и гледајте у живе слике – позориште је пред вама, немојте га занемарити и не пропуштајте га у својим ужурбаним животима. Позориште је потребно свима. Само једно позориште није нам потребно – то је позориште политичких игара, политичко позориште мишоловки, позориште политичара, позориште политике. Позориште дневног терора – појединачног и колективног, позориште лешева и позориште крви на трговима и улицама у главним градовима и у унутрашњости, између религија и етничких група.